# Téléphone
Téléphone – francuski zespół muzyczny grający rock. Powstał 12 listopada 1976, rozwiązany 22 kwietnia 1986.
Skład:
- Jean-Louis Aubert: gitara elektryczna, śpiew
- Louis Bertignac: gitara elektryczna, śpiew
- Richard Kolinka: perkusja
- Corine Marienneau: gitara basowa, śpiew

Grupa nagrała pięć albumów studyjnych:
- 1977 - Téléphone
- 1979 - Crache ton venin
- 1980 - Au cœur de la nuit
- 1982 - Dure limite
- 1984 - Un autre monde